# السندف (جبلة)

تعديل مصدري - تعديل

السندف هي إحدى قرى عزلة الأصابح بمديرية جبلة التابعة لمحافظة إب، بلغ تعداد سكانها 410 نسمة حسب تعداد اليمن لعام 2004.